# La Penne-sur-Huveaune
La Penne-sur-Huveaune är en kommun i departementet Bouches-du-Rhône i regionen Provence-Alpes-Côte d'Azur i sydöstra Frankrike. Kommunen ligger  i kantonen Aubagne-Ouest som ligger i arrondissementet Marseille. År 2022 hade La Penne-sur-Huveaune 6 618 invånare.

## Befolkningsutveckling
Antalet invånare i kommunen La Penne-sur-Huveaune
Referens:INSEE